# Динара (врх)
Динара (народни назив: Сињал), највиши планински врх у Републици Хрватској и један од највиших врхова Динарског планинског венца. Налази се на надморској висини од 1.831 метара. Налази се у југоисточном делу Хрватске на територији Шибенско-книнске жупаније, 15 километара североисточно од града Книна, а на југоистоку уз границу са Босном и Херцеговином.
Сам врх се састоји од неколико стеновитих врхова обраслих клеком. На једном врху, оријентисаном ка језеру Перућа, налази се геодетски стуб, а на другом крст.